# La Celle (Puy-de-Dôme)
La Celle település Franciaországban, Puy-de-Dôme megyében. Lakosainak száma 80 fő (2022. január 1.). La Celle Basville, La Mazière-aux-Bons-Hommes, Mérinchal, Condat-en-Combraille, Giat és Saint-Avit községekkel határos.

## Népesség
A település népességének változása:
| Lakosok száma | 85   | 85   | 86   | 84   | 81   | 78   | 79   | 79   | 80   |
|               | 2013 | 2015 | 2016 | 2017 | 2018 | 2019 | 2020 | 2021 | 2022 |